# Кулинарен туризъм
Кулинарният туризъм или гастрономическият туризъм е пътуване с цел дегустация на ястия от различни кухни. Смята се за жизненоважен компонент на туристическото изживяване.

## Описание
Кулинарният туризъм може да включва дейности като посещаване на:
- уроци по готварство;
- кулинарни фестивали;[3]
- винарни;
- специални заведения за хранене;
- специализирани търговски обекти;
- ферми, пазари и производители.